# Speicheltest
Als Speicheltest wird ein Kariesrisikotest bezeichnet. Karies ist eine Infektionskrankheit, d. h., sie wird durch kariogene Bakterien (Streptococcus mutans, Lactobazillus) in der Plaque (Zahnbelag) und im Speichel ausgelöst. Zur Bestimmung des Kariesrisikos stehen dem Zahnarzt unterschiedliche Testverfahren zur Verfügung.

## Bakterieller Speicheltest
Durch Kauen eines Kaugummis oder eines Stückes Wachs (Paraffin) für 2 bis 5 Minuten wird die Speichelsekretion angeregt, damit Bakterien aus dem Zahnbelag in den Speichel gespült werden. Der Speichel wird in einem Plastikbecher gesammelt. Bei einem bakteriellen Speicheltest wird ein Träger mit einem speziellen Nährboden beidseitig mit dem Speichel befeuchtet, in ein spezielles Kulturgefäß gesteckt und 2 bis 4 Tage lang im Brutschrank bei 37 °C bebrütet. Die Probe wird dann mit einer Skala verglichen, um die Bakterienzahl zu bestimmen.

## Milchsäure-Indikator
Die Entnahme des Speichels erfolgt mit einem Milchsäure-Indikatorstäbchen von der Zunge. Dieses wird in einen Blister gesteckt, in dem eine enzymatische Reaktionskette abläuft. Das Indikatorstäbchen verfärbt sich, wobei der Grad der Verfärbung eines neunstufigen Farbschemas die Menge des verfügbaren Indikators angibt. Das Testergebnis kann nach zwei Minuten Reaktionszeit abgelesen werden. Dabei bildet der Zucker auf dem Teststäbchen durch die Einwirkung der kariogenen Bakterien Milchsäure. Diese wird mit Hilfe des Enzyms Lactatdehydrogenase umgewandelt und liefert ein blauviolettes Reaktionsprodukt.

## Kritische Würdigung
Für werdende Mütter wird die Theorie der Karieskeimübertragung und die Bedeutung der Speicheltests zu ihrer Vorbeugung hervorgehoben, obwohl keine Beweise (= Evidenz) dafür vorliegen.
Eine Vier-Jahres-Studie der Universität Witten/Herdecke lässt ebenso wenig eine Übereinstimmung der Kariesrisikobestimmung mittels des Milchsäure-Indikators im Vergleich mit der klinischen Untersuchung erkennen. Die Bestimmung der Milchsäureproduktion eignet sich allenfalls als zusätzlicher Test zur Kariesrisikobestimmung.

## Bestimmung der Speichelfließrate
Die Bestimmung der Speichelfließrate (Sialometrie) ist das einzige objektive Verfahren zum Nachweis einer bestehenden Hyposalivation (Oligosialie) oder Mundtrockenheit (Xerostomie). Die aus Mundtrockenheit resultierende häufige Folge ist Zahnkaries in Abwesenheit der schützenden Begleitstoffe des normalen Speichelflusses. Der normale Mundspeichel enthält eine Reihe antimikrobiell wirksamer Bestandteile, u. a. Immunglobulin A (Antikörper), Lysozym (Enzym), Lactoferrin und Histatin (Protein).
In Anlehnung an Literaturdaten und auf Basis der Messungen an der Westfälischen Wilhelms-Universität in Münster werden für Erwachsene (18 bis 70 Jahre) die folgenden Referenzbereiche für vier verschiedene Fließratengruppen vorgeschlagen:
| Hypersalivation | > 1 ml/min      |
| Normsalivation  | 0,25–1 ml/min   |
| Hyposalivation  | 0,1–0,25 ml/min |
| Xerostomie      | < 0,1 ml/min    |

| Hypersalivation | > 3,5 ml/min   |
| Normsalivation  | 1,0–3,5 ml/min |
| Hyposalivation  | 0,5–1 ml/min   |
| Xerostomie      | < 0,5 ml/min   |

Da die stimulierte Speichelfließrate im Gegensatz zur Ruhespeichelfließrate zeitabhängig ist, sollte allen sialometrischen Untersuchungen zur stimulierten Speichelsekretion eine Stimulationsdauer beziehungsweise Sammeldauer von zwei bis vier Minuten für die Berechnung der Fließrate zugrunde liegen.

## Weitere Speicheltests
Speicheltests werden auch für verschiedene andere Untersuchungen angewandt, wie
- Toxikologische Fragestellungen[10] (z. B. Drogentest)
- Hormonstörungen
- Ermittlung des persönlichen Hormonprofils
- Wechseljahrsbeschwerden
- Leistungsprofil
- Schwangerschaftsverlauf
- Nachweis von Hormonwirkstoffen
- Kinderwunsch
- Schlafstörungen

### Speichelhormontest
Folgende Hormone können durch Speicheltests bestimmt werden:
- Cortisol
- DHEA
- Estradiol
- Estriol
- Melatonin
- Progesteron
- Testosteron